# Sporting San Miguelito
Sporting San Miguelito is een Panamese voetbalclub uit San Miguelito. 
De club werd opgericht in 1989 als Sporting '89. In 1997 promoveerde de club naar de Liga Panameña de Fútbol. In 2002 werd de naam veranderd in Sporting Coclé en in 2007 werd de huidige naam aangenomen.

## Erelijst
- Liga Panameña de Fútbol: 2013 Clausura
- Primera A: 1996/97

Alianza FC · 
CD Árabe Unido · 
Chepo FC · 
Chorrillo FC · 
Independiente FC · 
Plaza Amador · 
Río Abajo FC · 
San Francisco FC · 
Sporting San Miguelito · 
Tauro FC